# Wilkeson (Washington)
Wilkeson es una pueblo ubicado en el condado de Pierce en el estado estadounidense de Washington. En el año 2000 tenía una población de 395 habitantes y una densidad poblacional de 312,7 personas por km².

## Geografía
Wilkeson se encuentra ubicado en las coordenadas 47°6′25″N 122°2′54″O / 47.10694, -122.04833.

## Demografía
Según la Oficina del Censo en 2000 los ingresos medios por hogar en la localidad eran de $44.375, y los ingresos medios por familia eran $46.875. Los hombres tenían unos ingresos medios de $38.250 frente a los $31.458 para las mujeres. La renta per cápita para la localidad era de $17.481. Alrededor del 4,0% de la población estaban por debajo del umbral de pobreza.